# Секула невино оптужен
Секула невино оптужен је југословенски филм из 1992. године. Режирао га је Јован Јанићијевић Бурдуш који је написао и сценарио. Иначе, ово је последњи филм Ташка Начића.
Секула невино оптужен је трећи наставак о Секули али главну улогу уместо Радоша Бајића тумачи Слободан Бода Нинковић.

## Радња
Сеоски ковач, Секула као једини становник села без струје буде оптужен да је краде.
Овог пута Секула нема проблема са женама али га оптужују за крађу струје. Проблем око струје долази и до суда јер Секула једини у селу нема струју, а локалној кафани неко краде струју. Истрагом ће се утврдити да је Секула невино оптужен а да струју краде онај који га је заправо и оптужио.

## Улоге
| Глумац                   | Улога                 |
| ------------------------ | --------------------- |
| Слободан Бода Нинковић   | Секула                |
| Јован Јанићијевић Бурдуш | Ноца                  |
| Миленко Павлов           | Миса                  |
| Ташко Начић              | Шљива                 |
| Велимир Бата Живојиновић | Чеда                  |
| Милена Дравић            | Сојка                 |
| Драган Зарић             | Анжик                 |
| Ксенија Јанићијевић      | Милка                 |
| Нада Блам                | Биља                  |
| Маја Сабљић              | Сузи                  |
| Љиљана Јанковић          | Наста, Секулина мајка |
| Јелисавета Сека Саблић   | Деса                  |
| Зорица Атанасовска       | Љубинка               |
| Изворинка Милошевић      | Певачица              |
| Предраг Милинковић       | Пера Тужибаба         |
| Никола Милић             | Судија Кривошија      |
| Душан Почек              | Болесник              |
| Љубомир Ћипранић         | Играч покера 1        |
| Богдан Михаиловић        | Играч покера 2        |
| Зоран Милојевић          |                       |
| Бранко Петковић          | Фудбалски Судија      |
| Олга Познатов            | Стевка                |
| Мирослав Бијелић         | Адвокат               |
| Миња Војводић            |                       |
| Ана Катарина Стојановић  | Весна, Шљивина ћерка  |
| Богосава Никшић          |                       |
| Петар Лупа               |                       |
| Миомир Радевић Пиги      |                       |